# Cantone di Fayence
Il Cantone di Fayence era una divisione amministrativa dell'arrondissement di Draguignan.
È stato soppresso a seguito della riforma complessiva dei cantoni del 2014, che è entrata in vigore con le elezioni dipartimentali del 2015.
Comprendeva i comuni di:
- Callian
- Fayence
- Mons
- Montauroux
- Saint-Paul-en-Forêt
- Seillans
- Tanneron
- Tourrettes